# Daniel Sentacruz Ensemble
Daniel Sentacruz Ensemble fue un grupo vocal e instrumental italiano fundado en 1974.

## Historia
El grupo se formó por iniciativa de tres exmiembros de la banda I Bisonti: Ciro Dammicco, Gianni Minuti Muffolini y Gianni Calabria, quienes se unen a la excantante de Flora Fauna Cemento, Rosanna Barbieri (también conocida bajo el seudónimo de Linda Lee), a Angelo Santori, exintegrante de i Raminghi y su hermano Bruno Santori, exmiembro de i Raminghetti, más algunos componentes de la agrupación La Zona Verde.
Su primer éxito fue su sencillo debut Soleado (una canción grabada por Dammico como solista bajo el título Le rose blu (La rosa azul), a la que se le quitó la letra), con la que participaron del concurso Festivalbar de 1974. A este le siguió Un sospero, que se convirtió en la banda sonora de la famosa campaña publicitaria de la grappa Bocchino (protagonizada por Mike Bongiorno, con el lema "Sempre più in alto..." ("Más y más alto ...")).
En 1976 el grupo participa en el vigésimo sexto Festival de San Remo con la canción "Linda bella Linda", la cual ocupó el octavo puesto. En 1977 participan como invitados en el Festival de San Remo con Alláh! Alláh! y nuevamente en 1978 con ½ notte.
En 1977 participan del Festivalbar con Bella mia.
Luego de algunos cambios en la formación, en 1979 el grupo pasó a llamarse Sentacruz.

## Formación
- Ciro Dammicco: voz
- Mara Cubeddu: voz (hasta 1979)
- Rosanna Barbieri: voz
- Carmen Caídos Alvarez: voz (desde 1979)
- Gianni Minuti Muffolini: voz, guitarra
- Bruno Santori: teclado (hasta 1976)
- Angelo Santori: teclado
- Stefano Dammicco: teclado
- Gianni Calabria: batería
- Savino Grieco: bajo, voz